# Алијат II
Алијат II је био краљ Лидије (619-560. п. н. е.). Сматра се оснивачем Лидијског царства. Био је син Садијата из куће Мермнада. 
На почетку владавине неколико година је водио рат против Милета који је још започео његов отац. Међутим, после тога је био присиљен да се окрене се борби против Међана и Вавилонаца. Дана 28.5. 585. п. н. е., за време битке на реци Халис против Кијаксара, краља Медије, дошло је до помрачења сунца. Борбе су биле прекинуте, успостављен је мир а Халис постао трајна граница између два краљевства.
Алијат је протерао Кимеријце (в. Скитија) из Мале Азије, покорио Каријце и освојио неколико јонских градова (Смирна, Колофонт). (Смирна је била опљачкана и разорена око 600. п. н. е., а становници прогнани у унутрашњост Мале Азије.)
Алијат је увео стандардну тежину за кованице (1 Статер = 168 зрна пшенице). Кованице су произвођене уз помоћ обојаног наковња и имале лављу главу, симбол Мермнада.
Наслиједио га је син Крез. Ћерка Аријенида од Лидије била је краљица супруга Астијага, краља Медије.
Његова гробница још увек постоји и налази се на висоравни између језера Гигеја и реке Херм северно од Сарда. Састоји се од велике гомиле земље испод којих се налазе темељи сачињени од великих стијена. Ископао га је Шпигелтал године 1854. и пронашао велику комору састављену од фино изрезаних мермерних блокова, а у коју се улазило са југа. Саркофаг и његов садржај су однијели рани пљачкаши гробова, а све што је остало су сломљене вазе од алабастера, грнчарија и угаљ. На дну гомиле се налазе велики камени фалуси.